# Gertrud de Val-Linér
Gertrud Elisabeth de Val-Linér, född 8 augusti 1899 i Hedvig Eleonora församling Stockholm, död 6 augusti 1993 i Härslövs församling, Landskrona var en svensk målare.
Hon var dotter till grosshandlaren Karl Erik de Val och gift med Hugo Linér. 
de Val-Linér studerade vid Althins målarskola och Konstakademien i Stockholm 1927-1931 samt under studieresor till bland annat Brasilien, Tyskland och Frankrike. Hon medverkade i Exponenternas utställning på Liljevalchs konsthall 1935. 
Hennes konst består av stilleben, enstaka porträtt och landskap från Bohuslän och Skåne.